# フレデリカ・グリーンヒル
フレデリカ・グリーンヒル（Frederica Greenhill）は、田中芳樹のSF小説（スペース・オペラ）『銀河英雄伝説』の登場人物。自由惑星同盟側の主要人物。
物語中盤でヤンと結婚し、フレデリカ・グリーンヒル・ヤンとなるが、作中では基本的にファースト・ネームの「フレデリカ」で呼ばれる。

## 概要
同盟軍の重鎮である宇宙艦隊総参謀長ドワイト・グリーンヒル大将の娘で、同盟側主人公ヤンの副官。士官学校を次席で卒業した聡明な女性士官で、22歳という若さながらヤン含め、艦隊首脳部から信頼される。実は14歳の少女時代に、ヤンが有名になったエル・ファシルの脱出行で救助された避難民の一人で、それからヤンのことを好いていた。物語中盤でヤンと結婚し、同盟滅亡後も副官かつ妻として彼を支える。ヤンの死後は、民主共和制における文民側の首班としてイゼルローン共和政府代表になり、民主共和制を守るためユリアンと奮闘する。
本編での初登場は、第13艦隊の新設にあたって司令官となったヤンの副官に任命された時から（第1巻）。時系列上の初登場はエル・ファシルの脱出行である。同盟側の主要人物として第1巻から登場し、作中の様々な重要エピソードに関わる。
銀河英雄伝説の元作となった未完作・未公表作「銀河のチェス・ゲーム」序章の登場人物でもあったヤン・ウェンリーが、その為人を旧作の静かで忍耐強く高潔な人格者から、銀河英雄伝説では年金がどうのこうのいう問題児に改められたので、それでは女性読者にもてないだろうとつけられた美人の副官とされる。

## 略歴
宇宙暦774年2月19日生まれ。14歳の時にエル・ファシルの脱出行に遭遇し、この時指揮を執っていた21歳のヤン「中尉」に一目惚れした。サンドイッチとコーヒーの差し入れをしたり（ヤンには紅茶の方が良かったと文句を言われたが）、頼りなさげなヤンに不信を訴える周囲の大人たちに対してヤンを庇ったりもした。そして少しでもヤンに近づくべく軍人を志望する。
794年に士官学校を次席卒業。任官後統合作戦本部情報分析課に勤務していたが、796年、中尉の時にキャゼルヌの手配（ヤンは「謀略」と解釈した）で、新設された第13艦隊の司令官であるヤン・ウェンリーの副官に就任する（OVA版では、アスターテ会戦でヤンの力量を再評価したドワイト・グリーンヒル大将の推挙による）。同年10月、大尉としてイゼルローン要塞に赴任。
797年4月、救国軍事会議によるクーデターが発生。父親のドワイト・グリーンヒル大将が議長であった事から微妙な立場となるが、ヤンが全く意に介さなかった（或いは意に介さない態度を示した）為、引き続き副官の任を務める事になる。クーデターが終結した時点で父親が自殺した（実際にはアーサー・リンチに射殺された）が、2時間の猶予を貰って戦艦ヒューベリオンの自室に閉じこもった後立ち直り、軍務を続行した。
799年、ラグナロック作戦でヤンがイゼルローン要塞を放棄しハイネセンに帰着した時に少佐に昇進。これが軍におけるフレデリカの最終的な階級になる。その後もヤンの副官として帝国艦隊と連戦したが、バーミリオン星域会戦の直前の半日休暇の時にヤンにプロポーズされ受諾、バーラトの和約後の6月10日、25歳で結婚し、フル・ネームが「フレデリカ・グリーンヒル・ヤン」になる。ヤンとは7歳年が離れていた。
和約後、ヤンは要注意人物として帝国からも同盟からもマークされていた。夫妻はその圧力に耐えていたが、7月22日、ヤンが同盟首脳陣の謀略により中央検察庁に逮捕されると、フレデリカの我慢は限界に達し、エプロンを軍服に着替え、シェーンコップと連絡を取り、反乱を起こしてヤンを救出した。
それ以降は常にヤンと行動を供にしていたが、宇宙暦800年の回廊の戦い後にラインハルトから要請された停戦と講和の話し合いにヤンが出向く時、風邪を引きこんでいて同行出来なかった。この為テロには遭遇せずに済んだが、夫のヤンを失う悲劇に見舞われた。
同年8月8日、キャゼルヌ達の要請によって、解散したエル・ファシル独立政府に代わって樹立されたイゼルローン共和政府（8月の新政府）の政治指導者に就任。シヴァ星域会戦後に解散するまで務めた。

## 能力
ヤン艦隊の主要メンバーが揃って認める程の驚異的な記憶力と情報・事務処理能力を有しており、「コンピューターのまたいとこ」と言われる。リンチ少将のことや、5年前に一度父の家を訪ねてきただけのバグダッシュのことさえ覚えていた（これはバグダッシュの受けたヤン暗殺の密命を阻止するのに役立った）。ヤンの立てた作戦を具体的な計算と処理によって裏付ける事も多い。
非常識人の多いイゼルローン幹部の中では常識家であり、ユリアンがフェザーンに駐在する際の送別パーティでの花束贈呈に対して「花束なんぞ食べられない」と反対したヤンやキャゼルヌに対し、「こういうことには形式が必要で、しかもたいした形式ではありませんわ」と穏やかに断言し、反論の余地を与えなかったといわれる（この件について「そこで問う、戦友よ、わがイゼルローンの城でいちばんの賢者は誰か？」で終わる噂話が流れた）。
白兵戦や射撃の能力についてはシェーンコップなど飛び抜けて優れた人物が多いうえ、女性と言うこともあり前線で戦う機会はなかったためほとんど取り上げられない。ただ、797年の新年パーティでは酔っぱらって抱きついてきた大柄の兵士を「護身術のマニュアルどおりに」蹴り飛ばしているし、ヤンが同盟政府に暗殺されかけた時には扉を開けると同時に暗殺犯の胸を正確にブラスターで撃ち抜く離れ業も見せている。ノイエ版ではヤンを嘲笑したローゼンリッター隊員を投げ飛ばしている。
三次元チェスはユリアンと互角。ユリアンの三次元チェスの強さは直接的にはヤンより強いことしかわからないが文言の端々からかなり強いことが窺える。
逆に主婦としての能力は評価されていない。特に料理の腕前は、貴重な食材が無駄になるから料理はなるべくしないで欲しいと補給担当のキャゼルヌに思われる程である。サンドイッチ、ハンバーガー、クレープとはさむものだけは得意らしいが、他の料理と紅茶の淹れ方については、キャゼルヌ夫人やユリアンに師事した。どの程度上達したかは不明だが、ヤンの死の直前には一応はヤンを満足させる紅茶を淹れている。

## 人柄
原作小説の登場シーンでは、ヘイゼル（淡い茶色或いは赤みがかった褐色）の瞳と金褐色の髪を持つ美しい若い女性と描写されており、アニメでもその描写に基づいたキャラクターで描かれている。髪の長さはアニメ版では異なっており、石黒監督版ではショートカットというべき短髪で、ノイエ版では長髪だが軍人としての勤務中は後頭部に纏めてからその上にベレー帽を着用している。ユリアン・ミンツに片思いをされていたが、思われていた本人は気づいていなかった（ただし藤崎版ではユリアンから片思いをされるという展開自体が無い）。
表面上は温和だが、目的遂行の為に努力を惜しまないという芯の強さを持っている。ヤンの傍らで常に激動の事態にさらされながら（父親と夫が死んだ事を除けば）弱音をはいた様子はうかがえない。ヤンを失った失意に耐え、イゼルローン共和政府指導者を引き受けた彼女のそうした女性としての強さは、若いカリンをはじめとした同性をも惹きつける魅力となっていた。
主婦としての能力は皆無だったが、一応の女性としての身だしなみの心得は持っていたようで、化粧もできるようである。そのため、797年のハイネセン帰還の際、機関室を乗っ取り事件を起こし自殺したドールトン大尉にも死化粧を施している。また、ヘルムート・レンネンカンプの死を偽装する際に、死に顔をごまかす化粧を行なっている。その時に、いやな役回りを押し付けたと恐縮するヤンに、私心を殺し、もっと美男子だとやりがいがあるなどと軽口を叩いてヤンを慰めている。
ヤンに対する恋愛感情は相当なものであり、ヤンの怠惰な面すら愛していた。これについてはシェーンコップからも物好きだと評されている。作者の弁によると、ヤンが女性読者に人気がある事はあり得ないだろうから、せめて作中で美人に惚れさせる事にしたとの事（ただし作者の予想に反して、ヤンにも女性読者の人気は集まった）。
藤崎版では、能力面では原作小説そのままに、性格面でのヤンのファンとしての側面が強くなり、コミカルな描かれ方をされている。劇中で彼女が初登場するのも、第6次イゼルローン攻防戦でワーツ艦隊が壊滅してワイドボーンが戦死し、これに際して対策をロボスから求められたグリーンヒルが、自身が要塞攻略の作戦立案に多忙なため、参謀の誰かに担当させようと考えたグリーンヒルがヤンに立案を任せる時に、「君がエル・ファシルで救った民間人300万人の中に私の娘もいたんだよ」と説明するものであり、続いて要塞本体の攻略を前にしてグリーンヒルの口から、彼がヤンと共に最前線へと向かうと知るや、ヤンのサインを貰ってくるよう要求し、結果としてエル・ファシルでフレデリカが差し入れたサンドウィッチとコーヒーの代金代わりのサインを一筆したためることでヤンは原作小説よりも早くエル・ファシルで出会った少女時代のフレデリカの事を思い出すが、このために後日ユリアンは結成された第13艦隊の面々を説明する中でフレデリカについては父親を使ってサインを要求したのを理由に「大丈夫かな、この人は」という微妙な評価をしている。なお、第6次イゼルローン攻防戦のエピソードにおいてフレデリカは単にグリーンヒルの口から「私の娘」と発言されるだけであり、「フレデリカ」の個人名が劇中で登場するのは第7次イゼルローン攻防戦にて彼女がヤンの副官として登場してからである。

## 家族
父親のドワイト・グリーンヒルは軍の良識派として知られていたが、救国軍事会議のクーデター失敗後に死亡。母親については、原作では不明だが、石黒監督版OVAでは登場の時点ですでに死別している（OVA本伝ではグリーンヒルが彼女の眠る墓を訪れるオリジナルシーンがある。外伝には登場、ロムスキー医師に診療を受けていたことが後日明らかになる）。また、ノイエ版ではフレデリカが士官学校に入学した時に撮られたと思しき写真に夫や娘共々写っているが、フレデリカが士官学校を卒業した時に撮られた時の写真には写っておらず、士官学校在籍時に亡くなった可能性が示唆されている。夫のヤンとは結婚後約1年で死別。実子はいない。

## 演じた人物
アニメ
- 榊原良子 - OVAシリーズ
- 桑島法子 - OVA『外伝』（「螺旋迷宮」第1話のみ）
- 遠藤綾 - 『Die Neue These』

舞台
- はねゆり（「銀河英雄伝説 第二章 自由惑星同盟篇」、2012年上演～「銀河英雄伝説 第四章 後篇 激突」、2014年上演）

銀河英雄伝説@TAKARAZUKA
- すみれ乃麗
- 瀬戸花まり